# ましゅう (補給艦)
ましゅう（ローマ字：JS Masyu, AOE-425）は、海上自衛隊の補給艦。ましゅう型補給艦の1番艦。艦名は摩周湖に由来する。
本記事は、本艦の艦暦について主に取り扱っているため、性能や装備等の概要についてはましゅう型補給艦を参照されたい。

## 艦歴
「ましゅう」は、中期防衛力整備計画に基づく平成12年度計画13,500トン補給艦4015号艦として、三井造船玉野事業所で2002年1月21日に起工され、2003年2月5日に進水、2004年3月15日に就役し、護衛艦隊に直轄艦として編入され舞鶴に配備された。
2004年11月25日、第11次派遣海上補給支援部隊として、テロ対策特別措置法に基づき、護衛艦「ちょうかい」、「おおなみ」と共にインド洋に派遣された。12月18日、パキスタン海軍への燃料補給を皮切りに、2005年3月まで任務に従事し、5月10日に帰国。この帰国の際、映画「男たちの大和/YAMATO」の撮影に協力し、航行シーンと、乗組員が海上自衛隊員や派遣隊員の家族および市民による歓迎を受けている光景を撮影された。
2006年4月3日、護衛艦隊隷下に第1海上補給隊が新編され編入された。
同年6月26日、第16次派遣海上補給支援部隊として、護衛艦「さざなみ」と共にインド洋に派遣され、同年11月まで任務に従事し、12月22日に帰国。
2008年4月20日、新テロ特措法に基づき、護衛艦「いかづち」と共にインド洋に派遣され、同年8月まで任務に従事し、9月4日に帰国した。
2009年11月9日、再び護衛艦「いかづち」と共にインド洋に派遣されたが、2010年1月15日に新テロ特措法が失効したことに伴い活動が終了し、2010年2月6日に東京港晴海埠頭に帰国した。
2011年3月11日に発生した東北地方太平洋沖地震による東日本大震災に対し、災害派遣される。
2012年2月13日、昭和基地への補給を終え日本へ帰投中の砕氷艦「しらせ」が、海氷に閉じ込められた上、海図にない暗礁により舵を損傷し航行不能となった。事態を重く見た防衛省は輸送艦「おおすみ」に加えて「ましゅう」を救援のため南極海に緊急派遣することを決定したが、「しらせ」が無事脱出できたため、派遣計画は白紙撤回された。
2015年8月4日、フィリピンで開催される米太平洋艦隊主催の医療・文化活動「パシフィック・パートナーシップ2015（PP15）」に参加するため舞鶴を出航、ルソン島のスービック港を拠点に活動し、14日には、フィリピン西方海域で米海軍の大型病院船「マーシー」に対して洋上給油を実施し、8月19日に舞鶴に帰国した。
2019年9月17日から9月29日及び10月15日から10月23日までの間、 関東南方から沖縄周辺を経て九州西方へ至る海空域において日豪共同訓練（日豪トライデント）を実施する。海自からは本艦のほか、護衛艦「はるさめ」、「てるづき」、「あさひ」、「あたご」及びP-1哨戒機又はP-3C哨戒機と潜水艦が、オーストラリア海軍からは艦艇及び潜水艦が参加し、 各種戦術訓練を実施する。
2021年5月4日、沖縄周辺の海空域において、フランス海軍と「自由で開かれたインド太平洋」の実現に資する日仏の防衛協力関係を強化すべく共同訓練を実施した。フランス海軍からはフリゲート「シュルクーフ」が参加し、洋上補給を実施した。
2021年、ロービジ（「ロービジビリティ」Low-visibilityの略）塗装へ塗装変更。その内容としては、煙突頂部の汚れを目立たなくするための黒帯の廃止、艦番号及び艦名の灰色化かつ無影化、飛行甲板上の対空表示（航空機に対し艦番号下2桁を表示するための塗装）の消去。
2023年2月22日、日本海において米海軍駆逐艦「バリー」と日米共同訓練（ILEX23-2）を実施した。同年7月17日にも日本海において米海軍駆逐艦「ラルフ・ジョンソン」と日米共同訓練（ILEX23-3）を実施した。
2024年6月13日、東シナ海において米沿岸警備隊巡視船「ワエシュ」と日米共同訓練（ILEX24‐3）を実施した。
現在は、護衛艦隊第1海上補給隊に所属し、定係港は舞鶴である。

### 歴代艦長
| 代       | 氏名       | 在任期間               | 出身校・期            | 前職                                                        | 後職                          | 備考     |
| 艤装員長 | 艤装員長   | 艤装員長               | 艤装員長              | 艤装員長                                                    | 艤装員長                      | 艤装員長 |
| -------- | ---------- | ---------------------- | --------------------- | ----------------------------------------------------------- | ----------------------------- | -------- |
| -        | 影山博文   | 2003.2.5 - 2004.3.14   | 防大20期              | さがみ艦長                                                  | ましゅう艦長                  |          |
| 艦長     |            |                        |                       |                                                             |                               |          |
| 01       | 影山博文   | 2004.3.15 - 2005.6.30  | 防大20期              | ましゅう艤装員長                                            | 海上自衛隊第1術科学校研究部長 |          |
| 02       | 白土雅彦   | 2005.7.1 - 2007.3.27   | 防大20期              | 海上訓練指導隊群                                            | 舞鶴海上訓練指導隊司令        |          |
| 03       | 大河戸正巳 | 2007.3.28 - 2008.9.11  | 防大20期              | 自衛艦隊司令部監察主任幕僚                                  | →2008.10.26 退職              |          |
| 04       | 品川 隆    | 2008.9.12 - 2010.8.22  | 防大23期              | しらせ艦長 →2008.7.30 横須賀基地業務隊本部補充部付          | 舞鶴海上訓練指導隊司令        |          |
| 05       | 川波辰男   | 2010.8.23 - 2012.8.23  | 防大25期              | くにさき艦長                                                | 第1海上訓練支援隊司令         |          |
| 06       | 中筋 篤    | 2012.8.24 - 2014.7.30  | 防大29期              | 海上幕僚監部防衛部運用支援課 兼 統合幕僚監部運用部運用第2課 | 第1護衛隊司令                 |          |
| 07       | 小澤 豊    | 2014.8.1 - 2015.11.30  | 防大31期              | 護衛艦隊司令部                                              | 第1練習隊司令                 |          |
| 08       | 森田哲哉   | 2015.12.1 - 2017.12.14 | 防大31期              | 自衛艦隊司令部                                              | 海上自衛隊第1術科学校付       |          |
| 09       | 前久保一彦 | 2017.12.15 - 2019.5.9  | 曹候7期               | しまかぜ艦長                                                | 横須賀地方総監部付            |          |
| 10       | 今野 卓    | 2019.5.10 - 2020.8.2   | 東京商船大・ 44期幹候 | 海上自衛隊第1術科学校教育第2部長                            | 統合幕僚学校教育課勤務        |          |
| 11       | 岳本宏太郎 | 2020.8.3 - 2022.1.11   |                       | 横須賀地方総監部防衛部第3幕僚室長 兼 第5幕僚室長            | 護衛艦隊司令部勤務            |          |
| 12       | 西田敏志   | 2022.1.12 - 2023.3.14  | 防大37期              | かが艦長                                                    | 横須賀海上訓練指導隊司令      |          |
| 13       | 藤﨑 勝    | 2023.3.15 - 2025.8.5   | 防大37期              | 海上訓練指導隊群司令部首席幕僚                              | 海上訓練指導隊群司令部勤務    |          |
| 14       | 富松智洋   | 2025.8.6 -             | 防大36期              | はぐろ艦長 →2025.8.4 護衛艦隊司令部勤務                     |                               |          |

## ギャラリー

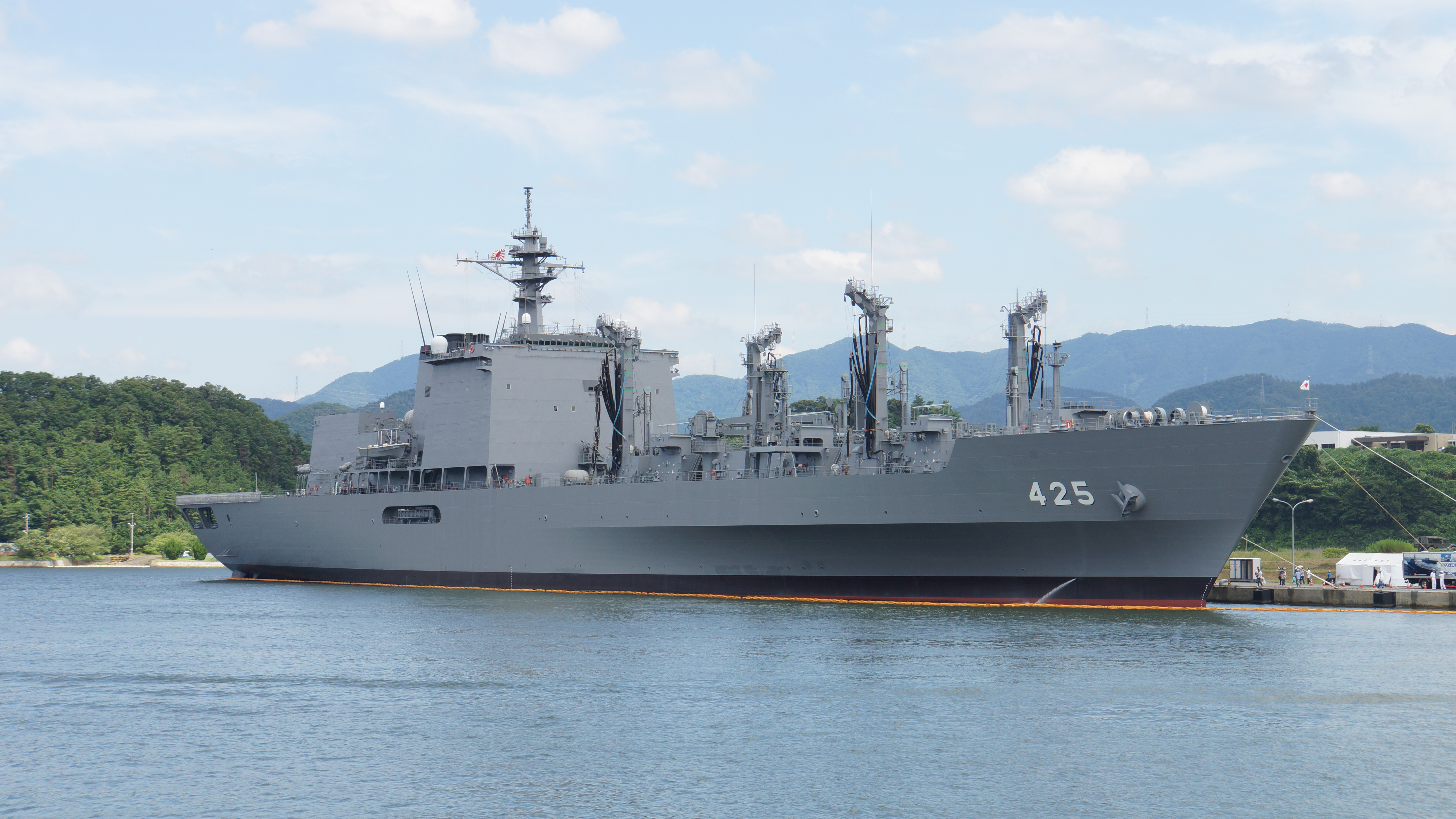
舞鶴基地に停泊中の「ましゅう」（従来塗装）
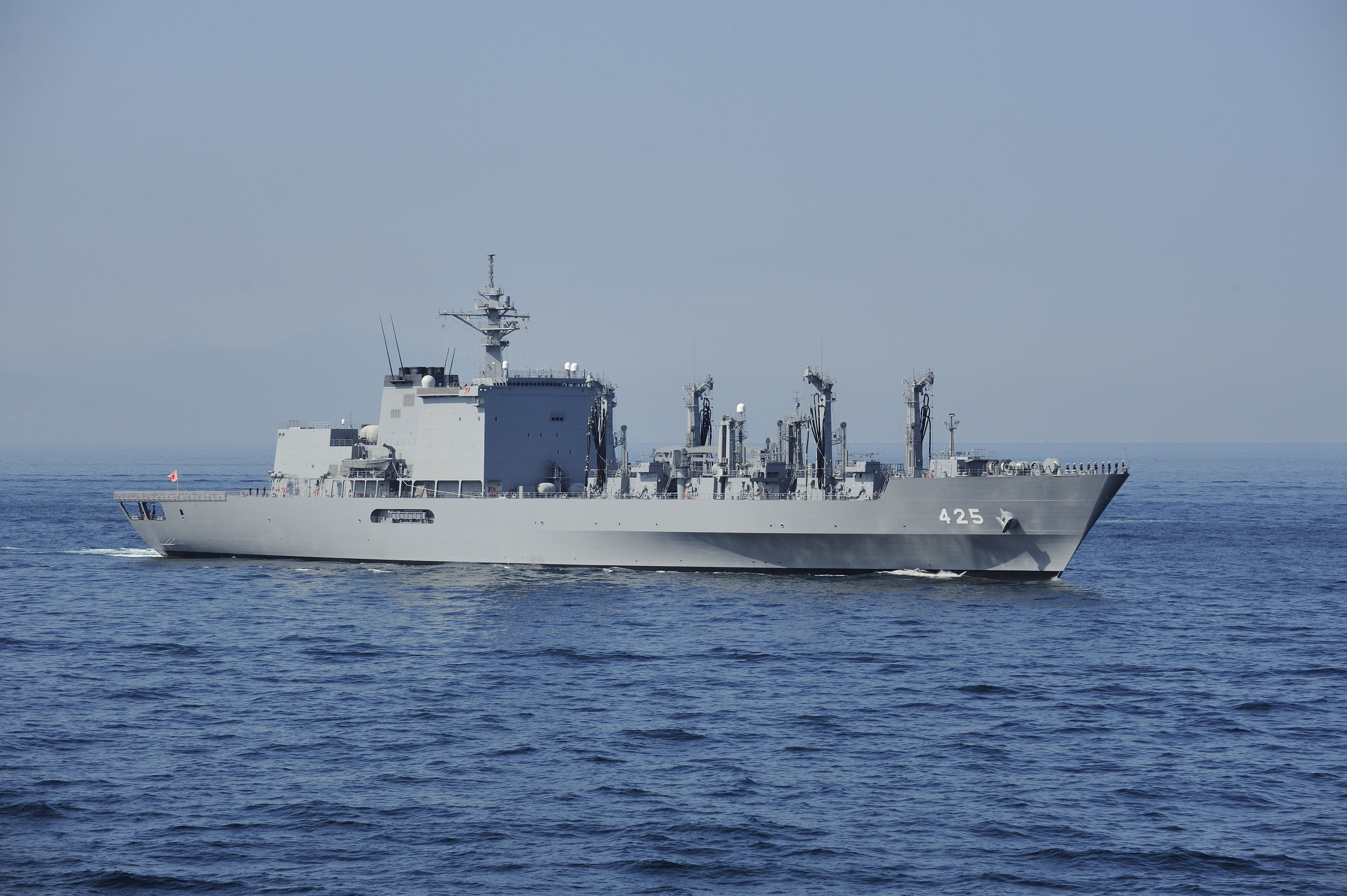
平成21年度 自衛隊観艦式予行における「ましゅう」
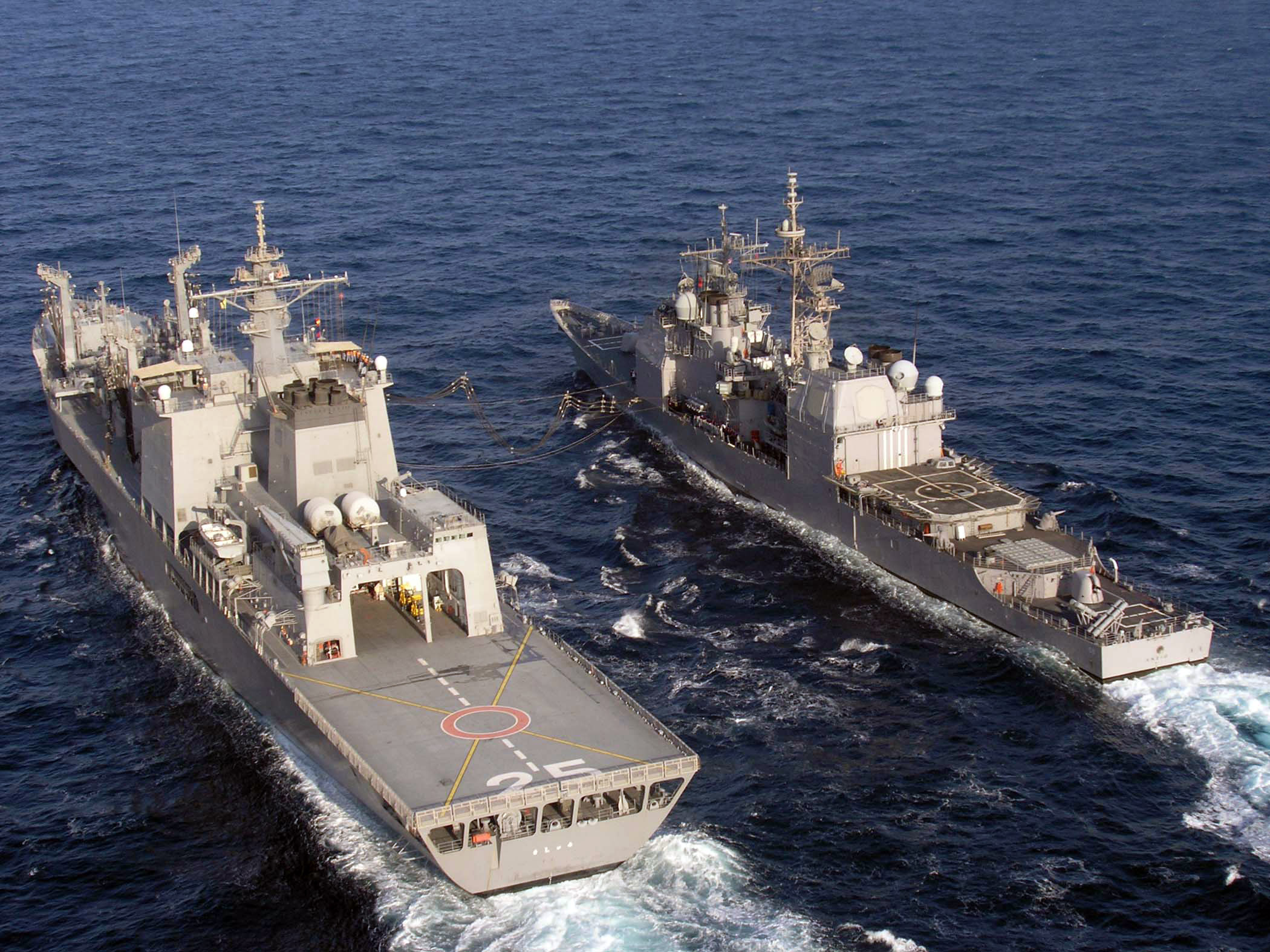
アラビア海で米巡洋艦アンツィオに洋上補給中の「ましゅう」(左)
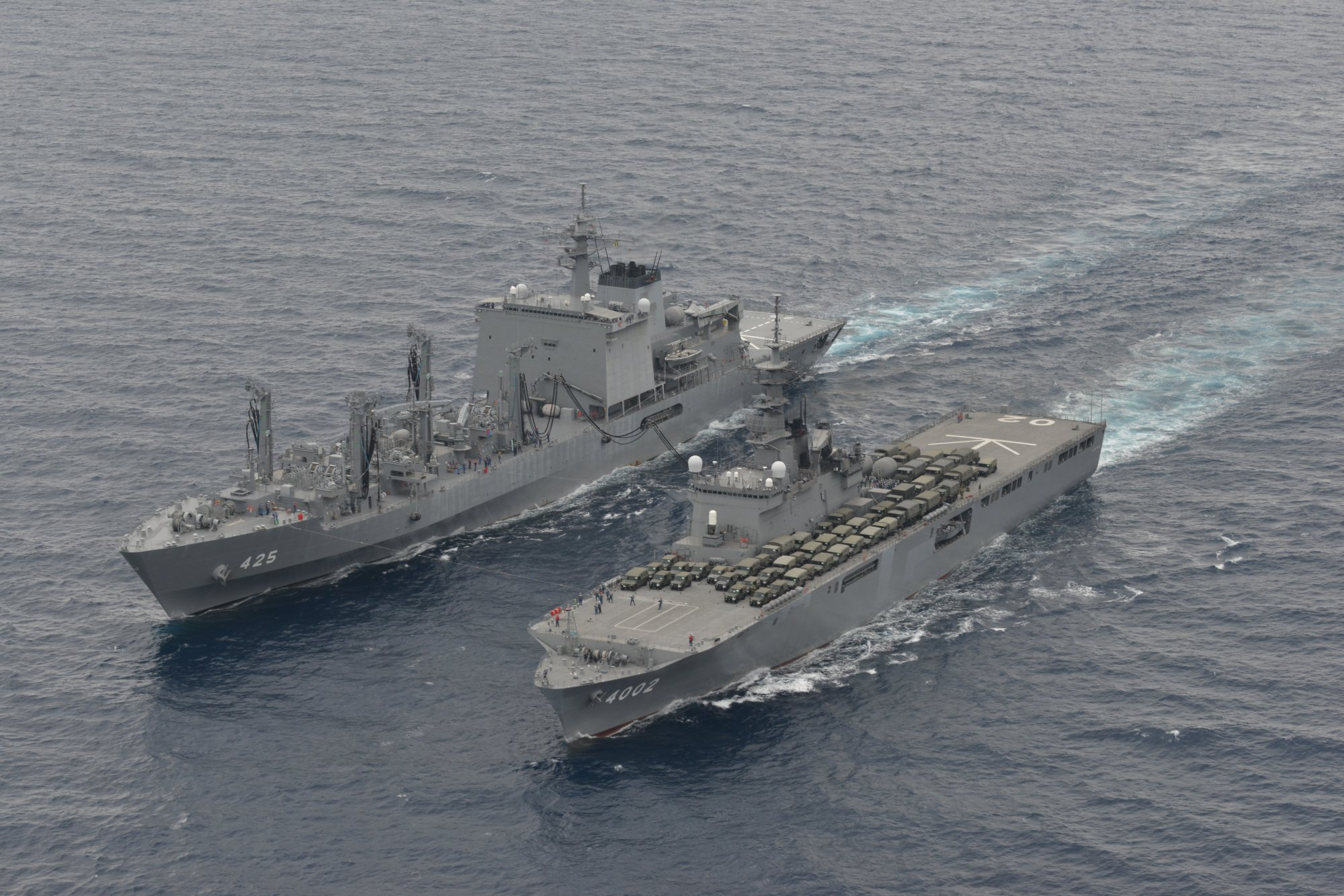
輸送艦「しもきた」に洋上補給を実施中の「ましゅう」（左）
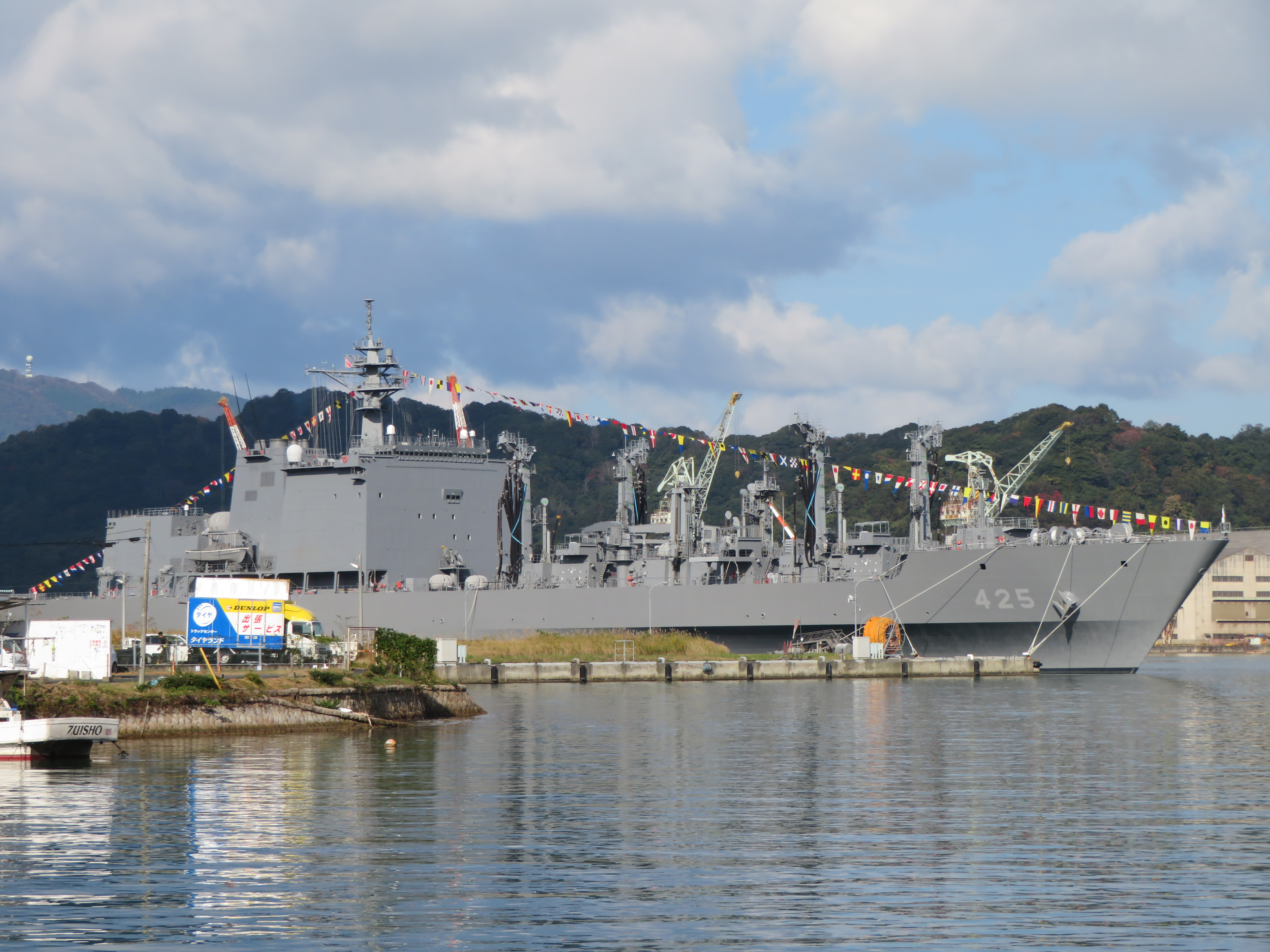
舞鶴に停泊する、ロービジ塗装となった「ましゅう」（2021/11/3）。文化の日に伴い満艦飾を行っている。